# Dandy Nichols
Dandy Nichols (21 de mayo de 1907 – 6 de febrero de 1986) fue una actriz inglesa, conocida principalmente por su papel de Else Garnett, la esposa del personaje Alf Garnett en la sitcom de la BBC Till Death Us Do Part.

## Primeros años y carrera
Su verdadero nombre era Daisy Sander, y nació en Hammersmith, Londres. En sus inicios trabajó como secretaria en una factoría en Londres, y doce años después, tras seguir clases de drama, dicción y esgrima, fue descubierta en un espectáculo de beneficencia por un productor que le ofreció trabajo en una compañía de repertorio en Cambridge. En sus primeros años de carrera teatral actuó bajo el nombre de Barbara Nichols, cambiándolo posteriormente a Dandy, que era el apodo que recibía en su niñez.
Con el comienzo de la Segunda Guerra Mundial volvió al trabajo de oficinas durante un período de dos años, aunque emprendió una gira de seis semanas con la Entertainments National Service Association. Al finalizar la guerra volvió al teatro, y más adelante empezó a actuar en comedias cinematográficas, a menudo con papeles de criadas. 
En el medio teatral actuó en locales como el Royal Court Theatre y en producciones representadas en Broadway, Nueva York, como Home.  Su debut en el cine llegó en 1947 con Hue and Cry, trabajando posteriormente en Nicholas Nickleby, The Winslow Boy, The History of Mr Polly, Scott of the Antarctic, Mother Riley Meets the Vampire y The Pickwick Papers. 

## Til Death Us Do Part
Sin embargo, fue su papel de Else Garnett el que le dio fama, a pesar del hecho de que el personaje había sido interpretado originalmente en el episodio piloto de Comedy Playhouse por la futura actriz de EastEnders Gretchen Franklin.  
A pesar del éxito, finalmente Nichols se  desilusionó con la serie, principalmente con motivo de diferencias artísticas con su compañero de reparto, Warren Mitchell.
"Till Death Us Do Part" finalizó en 1976, entre acusaciones de racismo e incorreción política. La serie se reanudó, sin embargo, en 1985.  Nichols aceptó actuar en ella, pero su estado físico le obligaba a utilizar una silla de ruedas. Ante esta situación, se reescribieron los guiones y la producción pasó a llamarse In Sickness and in Health.
Cuando Dandy Nichols falleció se decidió la continuidad de la serie, pues el nivel de audiencia era excelente, haciendo morir a su personaje por causas naturales.  

## Carrera cinematográfica
Actuó en numerosos filmes, entre ellos Carry On Sergeant y Carry On Doctor, Ladies Who Do, Los vikingos, Help!, Doctor in Clover, The Birthday Party, The Bed-Sitting Room, Confessions of a Window Cleaner y Britannia Hospital.

## Últimos años
Tras lograr la fama por su trabajo en 'Till Death Do Us Part', Nichols consiguió otros papeles televisivos notables, destacando su interpretación junto a Alastair Sim en la obra de William Trevor The Generals Day. Además trabajó en Flint, The Tea Ladies y Bergerac. En el teatro formó parte del elenco de la comedia de Ben Travers Plunder, y participó junto a Ralph Richardson y Sir John Gielgud en la pieza de David Storey Home, representada en Londres y en Broadway.
Dandy Nichols falleció en Londres en 1986. Había estado casada con Stephen Bagueley Waters, en un único matrimonio que acabó en divorcio en 1942.

## Papeles televisivos
| Año                          | Título                                                        | Papel        |
| ---------------------------- | ------------------------------------------------------------- | ------------ |
| 1966 a 1975 1981 1985 a 1986 | Till Death Us Do Part Till Death... In Sickness and in Health | Else Garnett |
| 1971                         | The Trouble With Lilian                                       | Madge        |
| 1981                         | The Bagthorpe Saga                                            | Mrs Forsdyke |